# Зажече (Холмський повіт)
Зажече (пол. Zarzecze) — село в Польщі, у гміні Холм Холмського повіту Люблінського воєводства. Населення — 46 осіб (2011).

## Історія
За даними етнографічної експедиції 1869—1870 років під керівництвом Павла Чубинського, у селі здебільшого проживали греко-католики, які розмовляли українською мовою.
У 1975—1998 роках село належало до Холмського воєводства.

## Демографія
Демографічна структура станом на 31 березня 2011 року:
|          | Загалом | Допрацездатний вік | Працездатний вік | Постпрацездатний вік |
| -------- | ------- | ------------------ | ---------------- | -------------------- |
| Чоловіки | 21      | 3                  | 15               | 3                    |
| Жінки    | 25      | 5                  | 12               | 8                    |
| Разом    | 46      | 8                  | 27               | 11                   |